# Bavia papakula
Bavia papakula là một loài nhện trong họ Salticidae.
Loài này thuộc chi Bavia. Bavia papakula được Embrik Strand miêu tả năm 1911.